# Midjourney
Midjourney je program i usluga generativni veštačke inteligencije koje je kreirala i vodi nezavisna istraživačka laboratorija Midjourney, Inc sa sedištem u San Francisku. Midjourney generiše slike iz opisa prirodnog jezika, nazvanih promptovi, slično OpenAI-jevom DALL-E i Stability AI-ovoj Stabilnoj difuziji. To je jedna od tehnologija buma veštačke inteligencije.
Alat je u otvorenoj beta verziji prema podacima iz avgusta 2024. godine, a objavljen je 12. jula 2022. godine. Midjourney tim predvodi Dejvid Holc, koji je suosnivač Leap Motion. Holc je izjavio za The Register u avgustu 2022. da je kompanija već profitabilna. Korisnici kreiraju umetnička dela sa Midjourney koristeći Discord bot komande ili zvaničnu veb stranicu.

## Spoljašnje veze
- Zvanični veb-sajt